# Flash (DC Comics)
 (février 2016).
Si vous disposez d'ouvrages ou d'articles de référence ou si vous connaissez des sites web de qualité traitant du thème abordé ici, merci de compléter l'article en donnant les références utiles à sa vérifiabilité et en les liant à la section « Notes et références ».
Pour les articles homonymes, voir Flash.
Ne doit pas être confondu avec Flash Gordon ou The Flash (comic book).
Flash est le nom de plusieurs personnages de fiction appartenant à l'univers de DC Comics. Les différents Flash sont tous dotés de la capacité de se déplacer à très grande vitesse (ils sont appelés des Speedsters). Le costume du super-héros Flash est souvent rouge et jaune, avec au centre un éclair sur fond blanc pour désigner sa vitesse. Mais le tout premier avait également un casque d'acier, inspiré du dieu grec Hermès (ou Mercure chez les Romains), doté lui aussi, d'une vitesse hors du commun. Il a été créé par Gardner Fox et Harry Lampert.

## Biographie des personnages
Il a existé plusieurs Flash. Leur point commun est leur rapidité : chacun à leur tour, ils sont devenus les hommes les plus rapides du monde (voire de l'univers dans certaines versions).

### Jay Garrick
Le plus ancien d'entre eux est Jay Garrick. Il apparaît pour la première fois dans Flash Comics #1 en janvier 1940.
Avant Crisis on Infinite Earths et la fusion des terres parallèles, il était le Flash de Terre II. Dans la continuité actuelle, il est le prédécesseur de Barry Allen.
Membre de longue date de la JSA, Jay Garrick est toujours vivant, habite                                 à Keystone et reprend du service à l'occasion. Il a pris Bart Allen, anciennement Impulse et désormais deuxième Kid Flash, sous son aile. Son costume est bien différent de celui de Barry Allen, le plus connu. Jay Garrick porte un chandail rouge avec un éclair jaune sur la poitrine. Il porte aussi un casque en métal évoquant le dieu Hermès, semblable aux casques de l'armée en 1914 ou à ceux des mineurs. Ce casque était celui de son père, mort durant la Première Guerre mondiale.
Avec l'âge, Jay Garrick a vu sa vitesse nettement diminuer et, depuis la disparition de la force véloce dans Infinite Crisis, sa limite est la vitesse du son. En effet, le plus ancien homme le plus rapide du monde possède un métagène qui est l'origine de son extraordinaire rapidité.

### Bartholemew "Barry" Allen
Après la seconde guerre mondiale, DC Comics entreprend la modernisation de ses héros en créant l'âge d'argent. Apparu la première fois dans Showcase no 4 (octobre 1956), Barry Allen travaille dans la police scientifique de Central City et est frappé par la foudre alors qu'il manipule des produits chimiques. Le recréateur s'inspira de Jay Garrick, dont les aventures faisaient l'objet d'un comic sur Terre I, pour devenir le héros Flash, qui devint membre de la Ligue de justice d'Amérique.
Les deux premiers Flash se sont d'ailleurs rencontrés lors d'une aventure intitulée "Flash of Two Worlds". C'était la première fois qu'un super-héros de l'âge d'argent faisait la connaissance de son homologue de l'âge d'or.
Il disparaît lors de Crisis on Infinite Earths en détruisant le canon à anti-matière de l'Anti-Monitor.
Barry Allen est le premier Flash à avoir fait vibrer ses molécules, ce qui lui permettait de traverser la matière solide.
Depuis, il est revenu dans la mini-série Flash rebirth en 2009, scénarisé par Geoff Johns et dessinée par Ethan Van Sciver. Il est redevenu le principal Flash (et l'on apprend qu'il est à l'origine de la Force Véloce, qui est à l'origine des pouvoirs de vitesse de tous les Flashs). Depuis le relancement de tout l'univers DC New 52 en septembre 2011, il est le seul Flash.

### Wally West
Après la disparition de Barry Allen (Flash II) lors de Crisis on Infinite Earths et la réunion des terres parallèles, c'est désormais Wally West, anciennement Kid Flash qui porte le costume de l'homme le plus rapide du monde.
Il est apparu pour la première fois dans Flash no 110 (1959). Il était le neveu de Barry Allen et fut victime du même accident que ce dernier. Il devint alors Kid Flash et vécut de nombreuses aventures avec les Jeunes Titans avant de prendre la succession de Barry.
Wally opère à Keystone City et est marié à la journaliste Linda Park avec laquelle il a eu des jumeaux, prénommés respectivement Jay et Iris, en hommage à son oncle et à sa tante, plus proches de lui que ses parents.
Comme Barry, il était membre de la Ligue de justice d'Amérique qui réunit les plus grands super-héros de DC. Il apparaît à ce titre dans le dessin animé qui leur est consacré.
Lors d'Infinite Crisis, le troisième Flash est parti dans une autre dimension en poussant sa vitesse à son paroxysme et sa femme et ses enfants l'y ont accompagné.
On sait qu'il est toujours vivant et qu'apparemment le temps s'écoule plus vite dans sa nouvelle réalité, car ses nouveau-nés sont devenus des enfants en quelques semaines.
Il fut lui aussi capable de faire vibrer ses molécules, ce qui lui permettait de traverser la matière.

### Bartholemew «Bart» Allen
Bart Allen est le petit-fils de Barry Allen et de sa femme Iris. Bart souffrait d'un problème de vieillissement accéléré et pour stopper ceci, il fut élevé dans une machine créant un univers virtuel. Iris le retira de cette machine afin de demander l'aide de Wally West. Grâce à ce dernier, le vieillissement de Bart s'arrêta et il devint Impulse.
Il rejoint les rangs des Teen Titans et est blessé à la rotule. C'est à la suite de cet incident qu'il prit le nom de Kid Flash. Pendant les évènements d'Infinite Crisis, la Speed Force disparut, emportant avec elle tous les bolides, à l'exception de Jay Garrick. Bart revint, dépossédé de ses pouvoirs. Cependant, la Speed Force n'avait pas réellement disparu, le corps de Bart l'ayant absorbé. Le costume de Bart est « cloné » à partir de celui de Barry Allen.
Récemment, Bart s'est vu contraint d'affronter à nouveau les Lascars (nom français des Rogues) dans un combat où il perdit finalement la vie. Cet évènement marqua son retour.

## Pouvoirs et capacités
Par leur maîtrise de la Force véloce (Speed force), tous les Flash possèdent une vitesse de réaction et de déplacement prodigieuse, celle-ci pouvant atteindre et même dépasser dans des proportions démesurées la vitesse de la lumière lors de certains instants et pour certains d'entre eux. Grâce à elle, ils peuvent réaliser des exploits comme esquiver les balles, créer des mini-tornades en tournant les bras ou en se mouvant en rond extrêmement vite, courir à la verticale ou sur l'eau sans subir les effets de la gravité, donner des rafales de coups.
Ils sont également entourés par une aura invisible de la Force Véloce, source de leurs pouvoirs, qui les protège des frottements et de la pression issus des vitesses extrêmes; par exemple lorsque le mur du son est franchi; et peuvent vibrer à travers les solides et ainsi les traverser.
Électrokinésie : Si Flash est connu par sa vitesse prodigieuse, il peut également produire de l'électricité lorsqu'il est en mouvement, avant il lui était nécessaire de courir pour générer l'éclair afin de pouvoir le lancer mais il s'est grandement améliorée au fil du temps et il peut le faire depuis une position stationnaire, la grande nouveauté c'est qu'il peut tirer de l'électricité comme Black Lightning, il ne s'est pas limité à ça car il peut construire des choses avec l'énergie de la SpeedForce (ex:sabre,bouclier,épée).
Les quatre bolides ont chacun des pouvoirs particuliers : 
- Jay Garrick et Bart Allen peuvent mémoriser tout ce qu'ils lisent en super-vitesse, ce qui leur permet d'accumuler une quantité impressionnante de connaissances. Bart Allen pouvait également, après avoir été frappé par un rayon de super-vitesse, envoyer des doubles énergétiques de lui-même dans le flux du temps, mais après la mort de l'un d'entre eux, on ignore s'il a toujours cette capacité ;

- Barry Allen pouvait voyager dans le temps grâce à un palier cosmique de son invention et accéder à d'autres dimensions en faisant vibrer ses molécules à une fréquence particulière ;

- Wally West, après être allé de l'autre côté de la force véloce sans être absorbé, a acquis de nouveaux pouvoirs : il peut accélérer la cicatrisation de ses blessures et les réactions chimiques, communiquer sa vitesse à d'autres personnes ou à des objets mobiles en les touchant ou au contraire la leur voler. De cette manière Wally a pu stopper net des balles qui tombaient alors par terre, inertes. Il est également capable de créer des objets de pure Force Véloce, comme son costume.

L'étendue de la vitesse des Flash a sensiblement varié. Il semble qu'au fil des générations, ils deviennent de plus en plus rapides et, plus généralement, de plus en plus puissants. Ainsi, lors de la première rencontre entre Jay Garrick et Barry Allen, il fut montré clairement que le deuxième courait plus vite que le premier. Barry Allen est le seul Flash à avoir atteint deux fois la vitesse de la lumière (lors, par exemple, d'une de ses courses contre Superman), un record jamais égalé. On apprend lors de son retour qu'il est en fait à l'origine de la Force Véloce.

## Vie éditoriale
Le comic consacré à Flash a connu un très grand succès sous les scénarios de Mark Waid.
Il est aujourd'hui scénarisé par Geoff Johns. Un temps publiée par Semic dans la revue Strange, puis en librairie, la série a ensuite été traduite dans la revue DC Universe de Panini. La nouvelle version "New 52" est actuellement publiée en France par Urban Comics dans le magazine DC Saga depuis juin 2012.

## Personnages liés
- Max Mercury

- Les ennemis de Flash sont appelés les Rogues (les Lascars en V.F.). On y trouve :
  - Abra Kadabra
  - Captain Boomerang
  - Captain Cold
  - Dr Alchemy
  - Gorilla Grodd
  - Goudron (Tar Pit)
  - Le Maître des Miroirs
  - Professeur Zoom
  - Le Trickster
  - Le Weather Wizard
  - Reverse Flash

## Publications selective
En France, les aventures de Flash ont été publiées dans plusieurs revues, au départ le plus souvent en petit format.
- Flash (Artima, 54 numéros d'avril 1959 à octobre 1963)
- Flash (Collections Pop Magazine, puis Cosmos, puis Flash, Arédit/Artima, 59 numéros de mai 1970 à juin 1983)
- Flash (Nouvelle Formule), (13 numéros d'octobre 1983 à janvier 1985)
- diverses autres fascicules ou magazines chez Arédit/Artima, Semic, Panini Comics ou Urban Comics

Chez Urban Comics
- "The Flash Anthologie" 2015 (Urban Comics)
- "The Flash serie tv" 2015 (Urban Comics)
- "Flashpoint" édition 1Oans (2021) (Urban Comics)
- "Le Monde de Flashpoint" 1-4 (2021) (Urban Comics)
- "Flash Infinite" tome 1-4 (2022-2024) (Urban)
- "The Flash Chronicles'"" 1992 (2023) (Urban)
- "The Flash Chronicles'"" 1993 (2024) (Urban)

## Apparitions dans d'autres médias

### Cinéma
En octobre 2014, Ezra Miller est annoncé comme interprète de Barry Allen dans l'univers cinématographique DC. Il est introduit dans Batman v Superman : L'Aube de la justice, et fait aussi un caméo dans le film Suicide Squad en 2016. Il est l'un des personnages principaux du film Justice League sorti en 2017 et la nouvelle version du film, Zack Snyder's Justice League, diffusée sur HBO Max le 18 mars 2021. Il a eu son propre film, The Flash, réalisé par Andrés Muschietti et sorti en 2023. De plus, Ezra Miller a également repris son rôle dans les séries Arrow (2020) et Peacemaker (2022). Le personnage de Jay Garrick fait également un caméo dans le film The Flash (2023) interprété par Jason Ballantine.

### Film d'animations
- La Ligue des justiciers : Nouvelle Frontière (Justice League: The New Frontier, Dave Bullock, 2008) avec Neil Patrick Harris (VF : Christophe Lemoine)
- La Ligue des justiciers : Conflit sur les deux Terres (Justice League: Crisis on Two Earths, Sam Liu et Lauren Montgomery, 2010) avec Josh Keaton (VF : Christophe Lemoine)
- La Ligue des justiciers : Échec (Justice League: Doom, Lauren Montgomery, 2012) avec Michael Rosenbaum (VF : Christophe Lemoine)
- Lego Batman, le film : Unité des super héros (2013) avec Charlie Schlatter (VF : Vincent Ropion)
- La Ligue des justiciers : Le Paradoxe Flashpoint (Justice League: The Flashpoint Paradox, Jay Oliva, 2013) avec Justin Chambers (VF : Christophe Lemoine)
- La Grande Aventure Lego (The Lego Movie, Phil Lord et Chris Miller, 2014) (caméo)
- Les Aventures de la Ligue des justiciers : Piège temporel (JLA Adventures: Trapped in Time, Giancarlo Volpe, 2014) avec Jason Spisak (VF : Christophe Lemoine)
- La Ligue des justiciers : Guerre (Justice League: War, Jay Oliva, 2014) avec Christopher Gorham (VF : Christophe Lemoine)
- Lego DC Comics: Batman Be-Leaguered (Rick Morales, 2014) avec James Arnold Taylor
- Batman Unlimited : L'Instinct animal (Batman Unlimited: Animal Instincts, Butch Lukic, 2015) avec Charlie Schlatter (VF : Christophe Lemoine)
- La Ligue des justiciers : Le Trône de l'Atlantide (Justice League: Throne of Atlantis, Ethan Spaulding, 2015) avec Christopher Gorham (VF : Christophe Lemoine)
- La Ligue des justiciers vs. les Teen Titans (Justice League vs. Teen Titans, Sam Liu, 2016) avec Christopher Gorham (VF : David Krüger)
- Justice League Dark (2017) (apparition muette)
- Lego Batman, le film (The Lego Batman Movie, Chris McKay, 2017) avec Adam DeVine (VF : Blaise Matuidi)
- La Mort de Superman (The Death of Superman, Jake Castorena et Sam Liu, 2018) avec Christopher Gorham (VF : Christophe Lemoine)
- Teen Titans Go! Le film (Teen Titans Go! To the Movies, 2018) avec Wil Wheaton (VF : Christophe Lemoine)
- Le Règne des Supermen (Reign of the Supermen, Sam Liu, 2019) avec Christopher Gorham (VF : Christophe Lemoine)
- Justice League Dark: Apokolips War (Matt Peters et Christina Sotta, 2020) avec Christopher Gorham (VF : Christophe Lemoine)

### Télévision

#### Flash(1990)

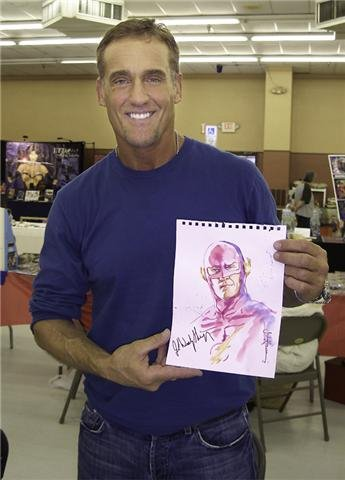
John Wesley Shipp interprète Barry Allen dans la série Flash de 1990.

Flash est une série télévisée de 1990 adaptée des aventures de ce personnage où Barry Allen est interprété par John Wesley Shipp. Le Trickster y est quant à lui interprété par l'acteur Mark Hamill.
Trois téléfilms sont également sortis en VHS : 
- The Flash, qui n'est autre que l'épisode pilote ;
- Flash II : La Revanche du Trickster (The Flash II : Revenge of the Trickster) consacré au Charlatan, qui regroupe les épisodes 12 et 22 ;
- Flash III: Deadly Nightshade, inédit en France.

Par la suite, John Wesley Shipp a repris son rôle dans les séries Flash, Supergirl et Arrow.

#### Smallville
Dans les épisodes 4x05, 6x11 et 8x22 de la série télévisée Smallville, le personnage de Flash, encore jeune et sans son costume bien qu'il porte des vêtements et des accessoires marqués de l'éclair, le symbole de Flash, est interprété par Kyle Gallner. La véritable identité de ce Flash reste quelque peu mystérieuse : il se fait appeler Bart, et est crédité en tant que Bart Allen, mais possède également des papiers d'identité aux noms de Jay Garrick, de Barry Allen, et de Wally West (qui ont successivement été Flash tous les trois dans les comics).
Il rejoint, deux ans après son premier passage à Smallville, l'équipe de super-héros créée par Green Arrow semblable à la célèbre Ligue de justice d'Amérique, accompagné de Green Arrow, Cyborg, Aquaman et Clark Kent (surnommé Boy-Scout dans l'épisode). Il aide ensuite Clark et Black Canary à faire revenir Oliver Queen dans l'épisode 5 de la saison 9.

#### Arrowverse

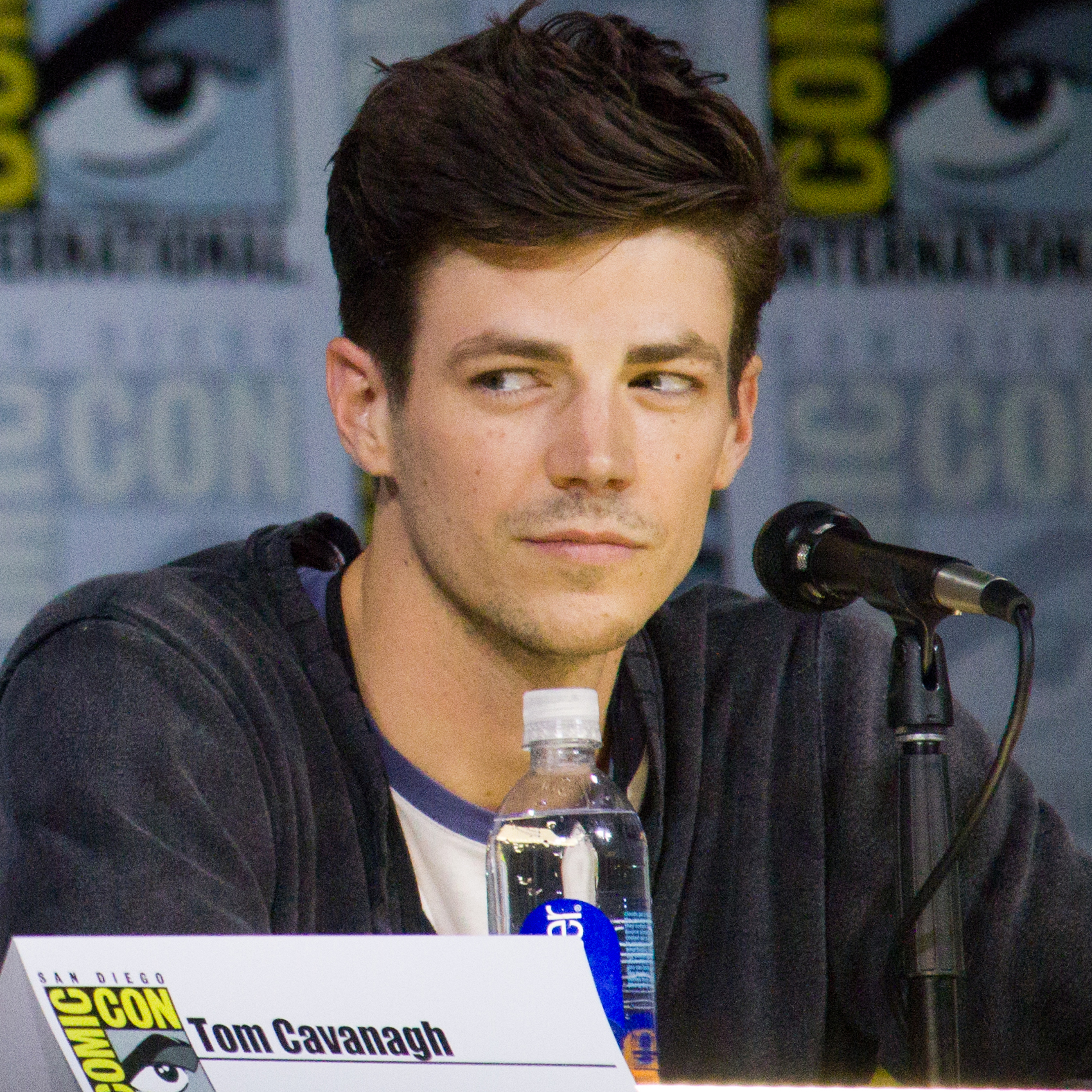
Grant Gustin interprète Barry Allen dans les séries Arrow, Flash,Legends of Tomorrow et Supergirl.

Dans les séries constituant l'univers partagé Arrowverse, Barry Allen est interprété par Grant Gustin. Il est introduit dans deux épisodes (8 et 9) de la saison 2 de Arrow avant d'avoir sa série, Flash. Barry Allen a alors été frappé par la foudre lors de l'explosion d'un accélérateur de particules à Central City. Après plusieurs mois dans le coma, il se réveille avec ses pouvoirs et commence une double vie de justicier sous le nom de Flash.
Dans cette série, Wally West (Kid Flash) est interprété par Keiynan Lonsdale et Jay Garrick (Flash, Terre III) est joué par John Wesley Shipp (l'ancien Barry Allen des années 1990). Mark Hamill interprète à nouveau le Trickster.
Gustin reprend le rôle pour des apparitions dans Arrow, puis la série dérivée commune Legends of Tomorrow, où apparaissent des alliés comme Firestorm (Victor Garber) et même des ennemis comme Captain Cold (Wentworth Miller), et dans la série liée Supergirl. Grant Gustin apparaît également dans les séries Batwoman et Titans.
Lonsdale, quant à lui, a également joué le rôle de Wally West dans les séries Supergirl et Legends of Tomorrow.
Enfin, Shipp a aussi repris son rôle de Jay Garrick dans la série Stargirl.

#### Série d'animations[1]
- The Flash (1967)
- Le Plein de Super (1973)
- Superman, l'Ange de Metropolis (1997): son identité n'est toutefois pas précisée[réf. nécessaire].
- La Ligue des Justiciers (2001-2006) : Wally West est l'un des personnages principaux de la série, centrée sur la Ligue des Justiciers.
- Static Choc (2003)
- The Batman (2004) : son identité n'est toutefois pas précisée.
- Batman : L'Alliance des héros (2008-2011)
- La Ligue des justiciers : Nouvelle Génération (depuis 2010) : Barry Allen, Jay Garrick, Wally West et Bart Allen apparaissent tous dans cette série d'animation. Barry est le Flash actuel, tandis que Jay est la retraite. Wally occupe le rôle de Kid Flash jusqu'à son décès dans la saison 2. Bart, apparu dans cette même saison en tant que Impulse, reprendra son costume.

### Jeux vidéo
- 1991 : The Flash, un jeu sur Game Boy.
- 1993 : The Flash, un jeu sur Master System.
- 2006 : Héros de la Ligue des justiciers : Flash
- 2008 : Mortal Kombat vs. DC Universe
- 2011 : DC Universe Online
- 2012 : Lego Batman 2
- 2013 : Injustice : Les Dieux sont parmi nous
- 2014 : Infinite Crisis
- 2014 : Lego Batman 3 : Au-delà de Gotham
- 2017 : Injustice 2
- 2018 : Lego DC Super-Villains
- 2024 : Sucide Squad Kill the Justice league Flash apparaît en tant que personnage non Jouable, étant un boss contrôlé par Brainiac

### Clins d’œil
- Dans le film d'animation de Disney/Pixar Cars, le héros s'appelle Flash McQueen dans la version française ("Lightning McQueen" en version originale). C'est une voiture rouge avec un éclair sur les portières. De plus, Flash est la voiture la plus rapide du film.
- Dans le film Arrête-moi si tu peux (2002), le personnage interprété par Leonardo DiCaprio prend le pseudonyme de Barry Allen lors d'une de ses arnaques.
- Dans le film d'animation de Disney/Pixar Les Indestructibles (2004), le fils de M. Indestructible, Flèche, est doté du pouvoir de super-vitesse et son costume est rouge avec un signe jaune sur le torse.
- La série The Big Bang Theory fait de nombreuses allusions à Flash. Un t-shirt du personnage Sheldon Cooper reprend les couleurs de Flash. Dans l'épisode 6 de la saison 1, pour Halloween, les quatre personnages principaux masculins se déguisent tous en Flash sans se concerter, avant de se rendre compte qu'il est absurde qu'ils aillent à la fête en étant costumés de la même manière.